# De Scout
De Scout was het eerste Nederlandstalige tijdschrift van de katholieke scoutsgroepen in Vlaanderen. Het verscheen voor het eerst in 1918 en had zowel een ontspannende als een opvoedende functie: door middel van een doorgedreven katholicisme en Belgisch patriottisme had ze tot taak om de leden van de jeugdbeweging op te leiden tot deugdelijke burgers.

## Geschiedenis
De Scout was het officiële orgaan van de Baden Powell Belgian Boy & Sea Scouts (BPBBSS) die in 1913 was opgericht door Georges de Hasque. Het verscheen voor het eerst op 21 juli 1918, toen de Duitse bezetter nog aanwezig was in België. De Scout werd in de beginperiode daarom nog clandestien gemaakt en verspreid en verscheen zeer onregelmatig. Vanaf januari 1920 kreeg het tijdschrift een vaste lay-out en werd het als maandblad uitgebracht.
Oorspronkelijk werd het tijdschrift opgesteld en gedrukt in Antwerpen, met als gevolg dat het inhoudelijk grotendeels gericht was op de Antwerpse scoutsgroepen. Na een oproep aan de andere Vlaamse scoutsgroepen in een van de eerste nummers, werd hieraan gehoor gegeven waardoor De Scout al het nieuws van over heel Vlaanderen kon publiceren.
Inhoudelijk waren de eerste nummers moraliserend van aard: de aalmoezenier van de jeugdbeweging had een eigen editoriaal waar hij de leden regelmatig aanspoorde om naar de kerk te gaan, niet te roken en altijd bereid te zijn om bij te leren. De andere artikels deden dienst als neergeschreven handleiding van de kennis die elke scout onder de knie zou moeten hebben: het leggen van knopen, de vereisten van de proeven om badges te behalen, hoe klussen en karweien uitvoeren met instrumenten uit de natuur, maar ook tips om de boekhouding te doen.
De eerste nummers waren inhoudelijk strak afgemeten en nauwelijks geïllustreerd. Bij de start van de tweede jaargang in 1921 kwam hier verandering in op vraag van de lezers: er was nu meer ruimte voor fotomateriaal, tekeningen en spelpagina’s. De Scout bleef over het algemeen ver weg van de actualiteit en opiniërende artikels. Af en toe doorbrak de redactie deze regel wanneer er kritiek kwam op de werking van de scoutsgroepen, die geuit werden door actoren als de kerk en de studentenbonden. Zo had de Vlaamse dominicaan Juul Callewaert in het tijdschrift Onze Jeugd een artikel gepubliceerd waarin hij het Engelstalige karakter van de scoutsbeweging op de korrel nam en hen beschuldigde om op een verdoken manier het protestantisme in Vlaanderen te verspreiden, aangezien Baden Powell, de oprichter van de scouts, zelf een protestant was. In een recht van antwoord ging de redactie in tegen deze beschuldigingen en wees op het feit dat de katholieke opvoeding een centrale plaats innam en dat de paus en de bisschoppen achter de werking van de scouts stonden.
In de jaren nadien onderging het tijdschrift enkele wijzigingen: de dogmatische katholieke moraal die verweven was doorheen de artikels was minder dwingend en er werd meer ruimte gemaakt voor verhalen, ontspanning, uitslagen van prijskampen en wedstrijden. Een nieuwigheid was dat ook nieuws over internationale scoutsbewegingen haar intrede deed, waardoor het tijdschrift een mondialer karakter kreeg.
Toch bleef het blad voor veel leden te prekeriger en daalde het aantal abonnees vanaf 1926. De opstellers van het tijdschrift wilden graag met meer illustraties werken, maar door de hoge kostprijs en de lage reclame-inkomsten konden ze hier enkel aan voldoen door het blad enkel nog tien keer per jaar te laten verschijnen in plaats van maandelijks. In december 1926 kondigde het blad aan dat het zou stoppen, maar uiteindelijk werd toch een oplossing gevonden: vanaf 1927 nam het hoogste orgaan van de scouts in België zelf het beheer over. Ook de Waalse tegenhanger Le Scout Belge werd hier ondergebracht en beide tijdschriften kregen voor het eerst een samengevoegde redactie.
Het katholieke karakter van de beginjaren verdween naar de achtergrond: het editoriaal van de aalmoezenier werd geschrapt en de link naar het geloof werd enkel nog gelegd tijdens de Vasten en Kerstmis. Het tijdschrift verscheen op een groter formaat en er werd meer plaats gemaakt voor illustraties en fotomateriaal. De internationalisering werd verder gezet door meer nieuws van buitenlandse scoutsgroepen te integreren en door de scoutsleden aan te sporen om het Esperanto aan te leren.
Het aantal abonnees steeg maar was nog altijd niet voldoende om een financieel evenwicht te vinden. Externe financiering door middel van reclame-inkomsten bleef noodzakelijk. Uiteindelijk werd het tijdschrift stopgezet bij het uitbreken van de Tweede Wereldoorlog. Nadien werd De Scout niet meer heropgestart.